# Venturi Coupé 260
Les Venturi Coupé 260 sont les coupés sportifs du constructeur automobile Venturi. En effet, leur motorisation passe de 200 à 260 chevaux par rapport au coupé initial. Construits à 188 exemplaires, ils ont été déclinés en quatre versions dont deux séries spéciales : Atlantique et LM.

## Modèles

### MVS 2.80 SPC/Coupé 260 SPC
La MVS 2.80 SPC (CUP 521), SPC pour « sans pot catalytique », a été produite à 60 exemplaires entre 1989 et 1990. Elle a été renommée en 1989, à la suite du changement du nom de la marque, en Venturi Coupé 260 SPC. C'est le troisième modèle construit par MVS. Il s'agit d'une version alimentée d'un moteur de 260 chevaux. On la différencie avec la MVS Venturi notamment grâce à son spoiler avant plus rond et plus enveloppant.

### Coupé 260 APC
La Venturi Coupé 260 APC (CUP 511), APC pour « avec pot catalytique », a été produite à 70 exemplaires entre 1990 et 1996. L'installation d'un pot catalytique est devenue obligatoire dans les pays membres de la CEE pour tous les véhicules de plus de 2 litres de cylindrée soit 2 000 cm3 depuis le 1er octobre 1989. Extérieurement, elle est identique à la 260 SPC.

### Coupé 260 Atlantique
La Venturi Coupé 260 Atlantique a été construite en 1991 à 25 unités. C'est une version allégée de la Venturi Coupé 260, dans laquelle certains éléments de confort intérieur du modèle d'origine ont été allégés ou remplacés afin d'améliorer le rapport poids/puissance grâce à un gain de 165 kg.
Les sièges électriques en cuir d'origine ont fait place à des sièges baquets Recaro recouverts d'un cuir synthétique très léger, le carbone a remplacé le bois sur le tableau de bord, l'isolation sonore fut réduite au strict minimum, la roue de secours a été enlevée et la climatisation a été supprimée mais elle reste cependant en option. La tôle du châssis est plus fine et a été perforée par endroits.
Elle fut parrainée par Éric Bernard, pilote de Formule 1 chez Venturi, lorsque la marque était encore propriétaire de l'écurie Larrousse.

### Coupé 260 LM
La Venturi Coupé 260 LM a été produite à 33 exemplaires entre 1994 et 1996. Elle est lancée à la suite des bons résultats de la Venturi 500 LM. Le véhicule se distingue par le remplacement des jantes classiques par des jantes OZ Racing de 17 pouces blanche, des sièges baquets Recaro, la possibilité de bénéficier d'un tableau de bord en carbone et un monogramme 260 LM apposé sur les côtés et l'arrière de la voiture. Les premiers modèles reprenaient les couleurs des cinq 500 LM ayant terminé les 24 Heures du Mans 1993. Le bleu Jacadi reste néanmoins le plus répandu.

## Galerie

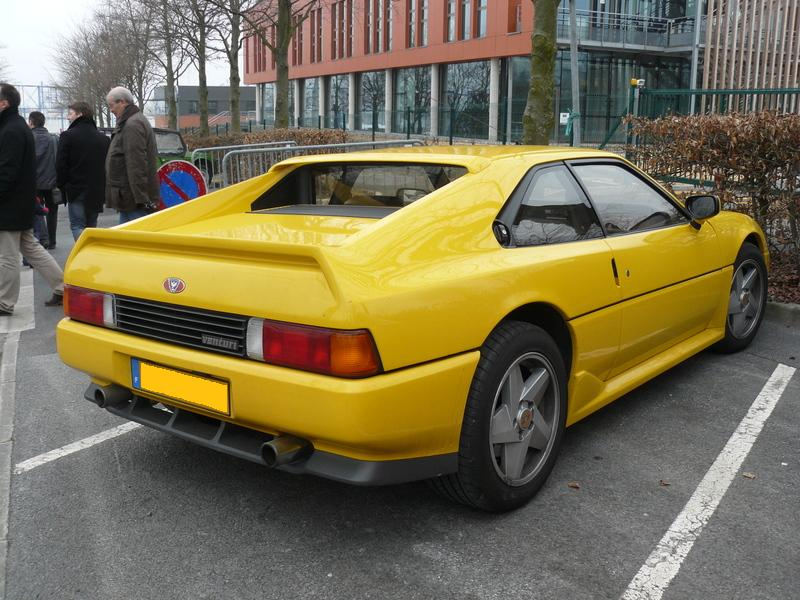
Venturi Coupé 260
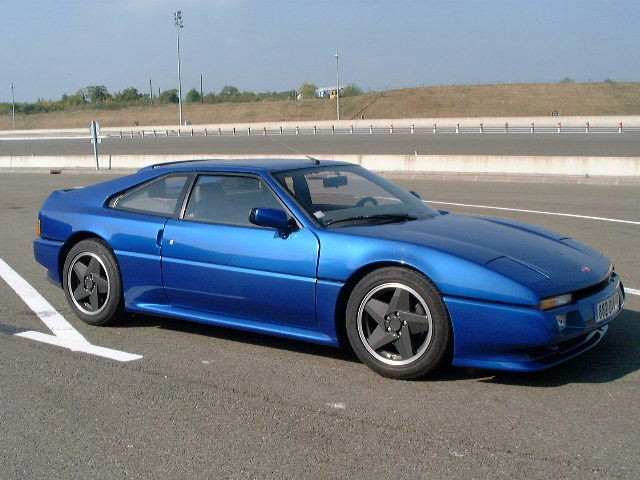
Venturi Coupé 260 Atlantique
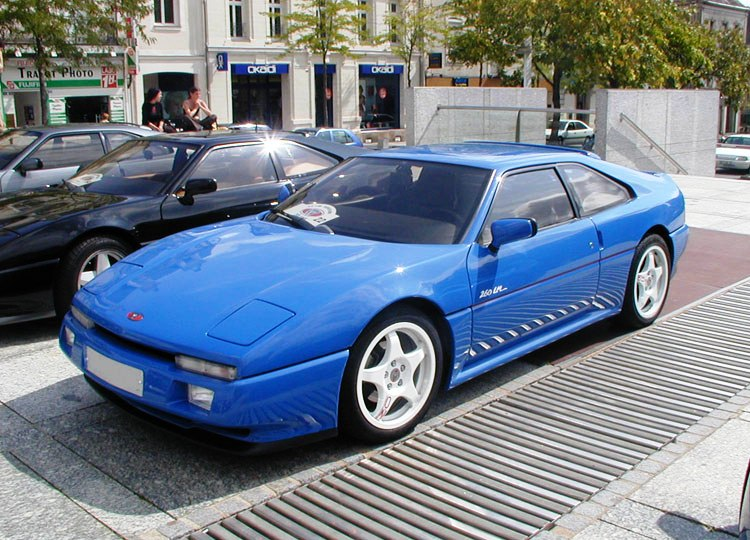
Venturi Coupé 260 LM

## Sources
- Cet article est partiellement ou en totalité issu de l'article intitulé « Venturi 260 Atlantique » (voir la liste des auteurs).
- Cet article est partiellement ou en totalité issu de l'article intitulé « Venturi Coupé 260 LM » (voir la liste des auteurs).